# Anton Corbijn

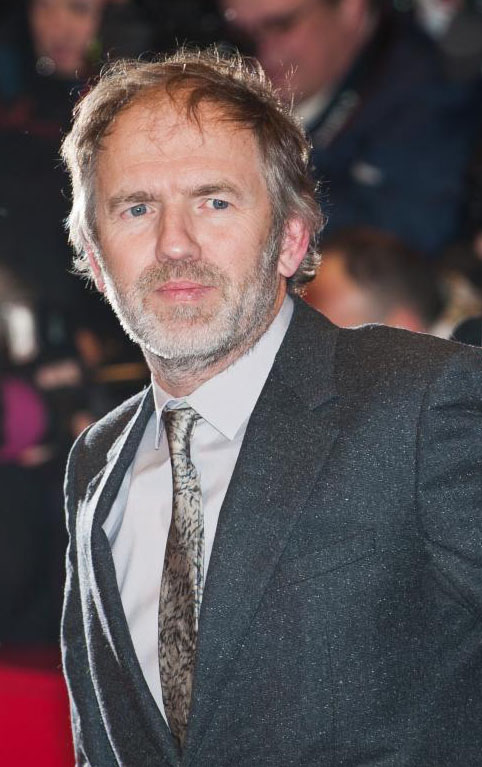
Anton Corbijn bei der Berlinale 2012

Anton Johannes Gerrit Corbijn van Willensward (* 20. Mai 1955 in Strijen) ist ein niederländischer Fotograf und Filmregisseur. Corbijn war Art Director der Bands Depeche Mode und U2, deren visuelles Erscheinungsbild er über mehrere Jahrzehnte mit seinen Designs von Plattencovern, Bühnenbildern bei Live-Auftritten und Musikvideos prägte. Als Regisseur wurde er durch Spielfilme wie Control, The American und A Most Wanted Man bekannt.

## Leben
Corbijn wurde am 20. Mai 1955 als Sohn des Pfarrers von Strijen geboren. In einem Interview bekannte er, dass er „tief protestantisch geprägt“ sei. „Ich bewundere Menschen wie meinen Vater, die sich an der christlichen Morallehre orientieren.“ Seine Fotografie bezeichnet Corbijn als „protestantisch“. Im Alter von neunzehn Jahren wurde er freier Fotograf. Bekannt wurde er mit seinen Fotos von Popkünstlern und anderen Prominenten. Das erste Foto, das von ihm in einem Musikmagazin abgedruckt wurde, stammt vom Auftritt der Band Solution auf dem „Grote Markt“ in Groningen 1972. Kaum einer der Großen aus der Rock- und Popszene stand nicht vor seiner Kamera, von Tom Waits über die Rolling Stones bis U2, von Bon Jovi bis Frank Sinatra, von Bryan Adams bis Luciano Pavarotti und nicht zuletzt Joy Division.
Darüber hinaus stammen viele Plattencover aus der Hand von Corbijn, so zum Beispiel von U2 (zum Beispiel: The Joshua Tree, Rattle and Hum, Achtung Baby), Depeche Mode (z. B. Violator, Songs of Faith and Devotion, Ultra), Nick Cave, Bee Gees, Metallica, Therapy?, Mansun, Travis, James Last und Herbert Grönemeyer. Die Zusammenarbeit mit Grönemeyer kam zustande, weil Corbijn und er Nachbarn in der gemeinsamen Wahlheimat London waren.
Corbijn führte Regie bei zahlreichen Musikvideos. Für das Video zu Heart-Shaped Box der US-amerikanischen Rockband Nirvana erhielt er 1994 einen MTV-Award.
Mit den Bands Depeche Mode und U2 ist Corbijn eng verbunden. Beide Bands begleitet er bereits seit vielen Jahren als Art Director. Seine gesamte fotografische Zusammenarbeit mit U2 hat Corbijn Anfang 2005 in dem Buch U2&I veröffentlicht. Für Depeche Mode drehte er, neben dem Großteil der Musikvideos seit A Question of Time 1986, die Konzertfilme Devotional (1993) (welcher für einen Grammy nominiert wurde), One Night in Paris (2001) sowie Live in Berlin (2014), SPiRiTS IN THE FOREST (2019) und LiVE SPiRiTS (der 2020 im Box-Set von Spirits in the Forest veröffentlicht wurde). Die Bühnenbilder der Tourneen seit 1993 stammen ebenfalls von Corbijn.
Corbijn war auch für die Wahlkampagne des niederländischen Ministerpräsidenten Wim Kok im Jahr 1998 verantwortlich.
Am 10. Januar 2008 lief Corbijns erster Spielfilm Control, der die Geschichte von Ian Curtis, dem Sänger der Band Joy Division, erzählt, in den deutschen Kinos an, für den Corbijn am 28. September 2007 den TV-Spielfilm-Preis anlässlich der Cologne Conference erhielt.
2012 wurde er in die Wettbewerbsjury der 62. Internationalen Filmfestspiele von Berlin berufen. Ab Herbst 2012 drehte Corbijn mit A Most Wanted Man, der Verfilmung des Romans Marionetten von John le Carré, erneut einen Spielfilm. Teile der Aufnahmen wurden im November 2012 in Hamburg gemacht. Corbijn lebt zusammen mit seiner Partnerin Nimi Ponnudurai in Den Haag.

## Filmografie

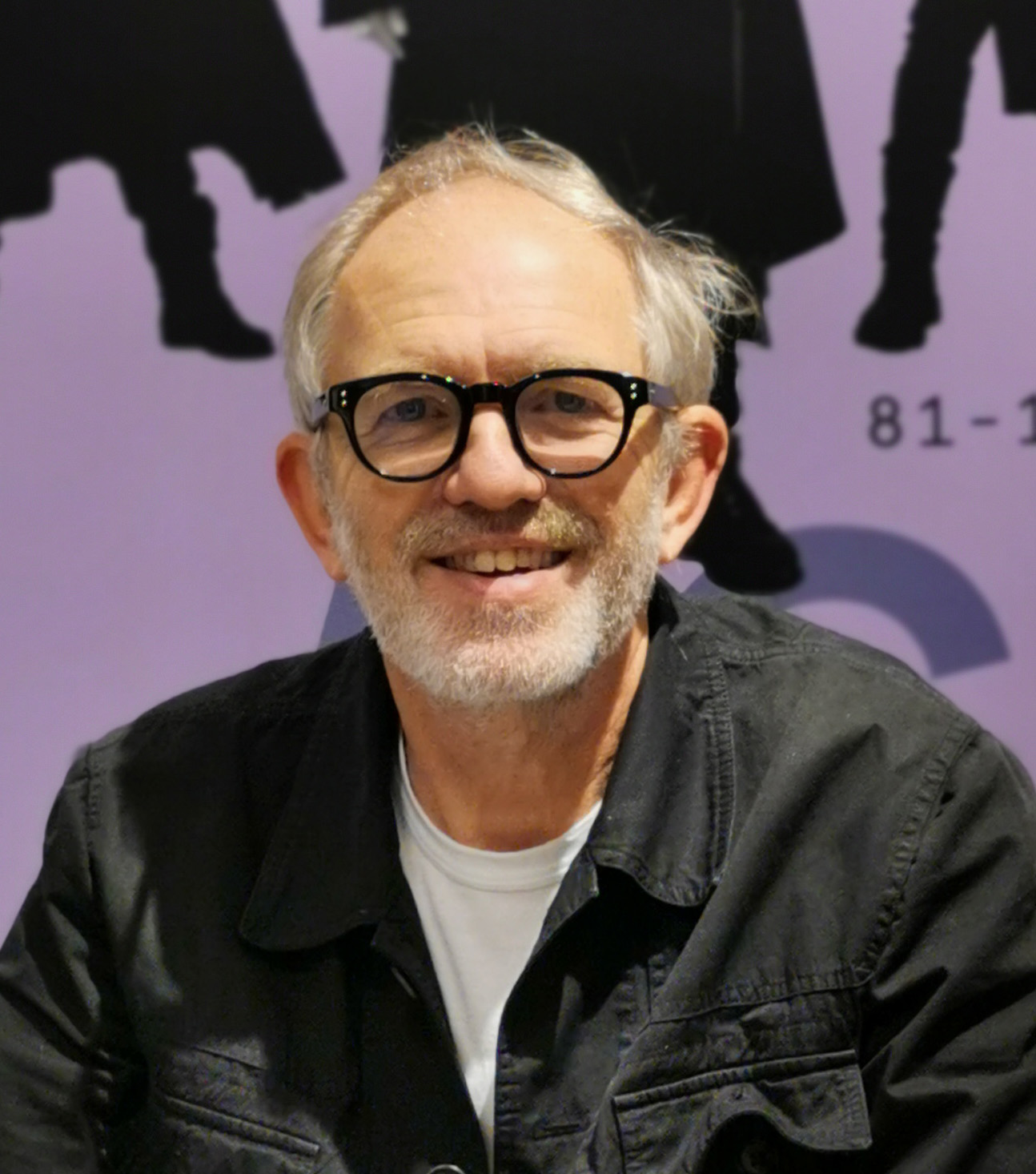
Anton Corbijn bei der Präsentation seines Buches über Depeche Mode in Berlin (2021)

### Kinofilme
- 1994: Don Van Vliet: Some YoYo Stuff (Kurzfilm)
- 2007: Control
- 2009: Linear
- 2010: The American
- 2010: Kleinster kürzester Film (Kurzfilm)
- 2014: A Most Wanted Man
- 2014: Live in Berlin
- 2015: Life
- 2019: Spirits in the Forest (Depeche-Mode Konzertfilm)
- 2022: Squaring the Circle (The Story of Hipgnosis) (Dokumentation)

### Musikvideos
- „Hockey“ – Palais Schaumburg (1983)
- „Beat Box“ – Art of Noise (1984)
- „Dr. Mabuse“ – Propaganda (1984)
- „Red Guitar“ – David Sylvian (1984)
- „Seven Seas“ – Echo & the Bunnymen (1984)
- „The Ink in the Well“ – David Sylvian (1984)
- „Pride (In the Name of Love)“ (dritte Version) – U2 (1984)
- „Bring on the Dancing Horses“ – Echo & the Bunnymen (1985)
- „Quiet Eyes“ – Golden Earring (1986)
- „A Question of Time“ – Depeche Mode (1986)
- „Bedbugs and Ballyhoo“ – Echo & the Bunnymen (1987)
- „Strangelove“ – Depeche Mode (1987)
- „Pimpf“ – Depeche Mode (1987)
- „The Game“ – Echo & the Bunnymen (1987)
- „Never Let Me Down Again“ – Depeche Mode (1987)
- „Lips Like Sugar“ (erste Version) – Echo & the Bunnymen (1987)
- „Behind the Wheel“ – Depeche Mode (1987)
- „Welcome to Paradise“ – Front 242
- „My Secret Place“ – Joni Mitchell & Peter Gabriel (1988)
- „Blueprint“ – Rainbirds (1988)
- „Atmosphere“ – Joy Division (1988)
- „Headhunter“ – Front 242 (1988)
- „Faith and Healing“ – Ian McCulloch (1989)
- „Sea of Time“ – Rainbirds (1989)
- „White City of Light“ – Rainbirds (1989)
- „Personal Jesus“ – Depeche Mode (1989)
- „Killer Wolf“ – Danzig (1990)
- „Enjoy the Silence“ (erste Version) – Depeche Mode (1990)
- „Policy of Truth“ – Depeche Mode (1990)
- „World in My Eyes“ – Depeche Mode (1990)
- „May This Be Your Last Sorrow“ – Banderas (1990)
- „Clean“ – Depeche Mode (1991)
- „Marie“ – Herbert Grönemeyer (1991)
- „Two Faces“ – Rainbirds (1991)
- „Tragedy (For You)“ – Front 242 (1991)
- „Halo“ – Depeche Mode (1991)
- „Front by Front“ – Front 242 (1992)
- „Hail Hail Rock 'n' Roll“ – Garland Jeffreys (1992)
- „Lover Lover Lover“ – Ian McCulloch (1992)
- „One“ (Originalversion) – U2 (1992)
- „Straight to You“ – Nick Cave and the Bad Seeds (1992)
- „Dirty Black Summer“ – Danzig (1992)
- „Do I Have to Say the Words?“ – Bryan Adams (1992)
- „I Feel You“ – Depeche Mode (1993)
- „Walking in My Shoes“ – Depeche Mode (1993)
- „Condemnation“ (erste Version) – Depeche Mode (1993)
- „Heart-Shaped Box“ – Nirvana (1993), MTV Video Music Award als „Best Alternative Video“
- „Delia's Gone“ – Johnny Cash (1994)
- „Mockingbirds“ – Grant Lee Buffalo (1994)
- „In Your Room“ – Depeche Mode (1994)
- „Liar“ – Henry Rollins (1994)
- „Love & Tears“ – Naomi Campbell (1994)
- „Have You Ever Really Loved A Woman?“ – Bryan Adams (1995)
- „My Friends“ (erste Version) – Red Hot Chili Peppers (1995)
- „Hero of the Day“ – Metallica (1996)
- „Mama Said“ – Metallica (1996)
- „Barrel of a Gun“ – Depeche Mode (1997)
- „It's No Good“ – Depeche Mode (1997)
- „Useless“ – Depeche Mode (1997)
- „Please“ (erste Version) – U2 (1997)
- „Bleibt alles anders“ – Herbert Grönemeyer (1998)
- „Fanatisch“ – Herbert Grönemeyer (1998)
- „Goddess on a Hiway“ – (second version), Mercury Rev (1998)
- „Salvation“ – Roxette (1999)
- „Opus 40“ (erste Version) – Mercury Rev (1999)
- „Stars“ – Roxette (1999)
- „Chemical“ (erste Version) – Joseph Arthur (2000)
- „In the Sun“ – Joseph Arthur (2000)
- „Invalid Litter Dept.“ – At the Drive-In (2001)
- „Freelove“ (zweite Version) – Depeche Mode (2001)
- „Mensch“ – Herbert Grönemeyer (2002)
- „Electrical Storm“ – U2 (2002)
- „Re-Offender“ – Travis (2003)
- „Zum Meer“ – Herbert Grönemeyer (2003)
- „All These Things That I've Done“ (zweite Version) – The Killers (2005)
- „Talk“ – Coldplay (2005)
- „Suffer Well“ – Depeche Mode (2006)
- „Viva la Vida“ (zweite Version) – Coldplay (2008)
- „Should Be Higher“ – Depeche Mode (2013)
- „Reflektor“ – Arcade Fire (2013)
- „Where’s the Revolution“ – Depeche Mode (2017)
- „Ghosts Again“ – Depeche Mode (2023)
- „Wagging Tongue“ – Depeche Mode (2023)

## Veröffentlichungen
- 1989: Famouz. ISBN 3-88814-313-6.
- 1990: Depeche Mode. Strangers. ISBN 0-7119-2493-7.
- 1991: Allegro. ISBN 3-88814-383-7.
- 1993: Grönemeyer. Photographien. ISBN 3-88814-680-1.
- 1996: Star Trak. ISBN 3-88814-794-8.
- 1999: 33 Still Lives. ISBN 3-88814-873-1.
- 2000: Stripping Girls. (mit Marlene Dumas)
- 2000: Werk. ISBN 3-88814-944-4.
- 2002: A. Somebody, Strijen, Holland. ISBN 3-8296-0059-3.
- 2003: Everybody Hurts. ISBN 3-8296-0115-8.
- 2005: U2 & I. Die Photographien 1982–2004. ISBN 3-8296-0153-0.
- 2007: In Control. ISBN 3-8296-0290-1.
- 2010: Inside The American. ISBN 3-8296-0476-9.
- 2013: WAITS/CORBIJN ’77–’11. Schirmer/Mosel Verlag, München 2013, ISBN 978-3-8296-0555-7 (gemeinsam mit Tom Waits).
- 2015: Anton Corbijn 1-2-3-4. Prestel Verlag, München 2015, ISBN 978-3-7913-8181-7.
- 2021: Depeche Mode. Taschen Verlag, Köln 2021, ISBN 978-3-8365-8670-2.

## Ausstellungen
- 2011 Fotos, Kunst- und Kulturzentrum Monschau
- 2018 The Living and the Dead; Fotos. Bucerius Kunstforum Hamburg[7]
- 2023 Powerplay – Fotografische Synergien von Kunst, Mode und Musik. Gmunden Photo[8]
- 2025 Favourite Darkness, Kunstforum Wien[9]

## Filmdokumentation
- 2012 Anton Corbijn Inside Out.[10][11]

## Auszeichnungen
- 2014 Internationaler Literaturfilmpreis im Rahmen des Hessischen Film- & Kinopreises für A Most Wanted Man